# Oded Forer
Oded Forer, hebrejsky עודד פורר‎ (narozen 30. května 1977 Rechovot), je izraelský politik; od září 2015 poslanec Knesetu za stranu Jisra'el bejtenu.

## Biografie
Žije ve městě Rechovot. Je ženatý, má dvě děti. Absolvoval kurz pro důstojníky vojenského námořnictva. Získal bakalářský titul v oboru práva a státní správy na Interdisciplinary Center Herzliya a magisterský titul z politické komunikace na Telavivské univerzitě. Založil a řídil konzultantskou firmu v oblasti spolupráce veřejného a soukromého sektoru na infrastrukturních projektech.
Je aktivní i v politice. Původně byl členem strany Likud, za kterou neúspěšně kandidoval ve volbách do Knesetu v roce 2008. Později přešel do Jisra'el bejtenu. Zastával funkci předsedy mládežnické organizace strany Jisra'el bejtenu. Působil jako generální ředitel Ministerstva absorpce imigrantů Izraele, kde vedl speciální program na podporu aliji z Francie. Také vedl vládní program na integraci etiopských Židů.
Ve volbách v roce 2015 kandidoval za Jisra'el bejtenu neúspěšně do parlamentu. 4. září 2015 poté, co rezignoval poslanec Šaron Gal, se ale jako náhradník ujal poslaneckého mandátu.